# PRIVATE (久石譲のアルバム)
『PRIVATE』（プライベート）は、久石譲のコンピレーション・アルバム。2004年1月21日にWonder Land Recordsから発売された。

## 構成
久石譲のボーカル楽曲のみを収録したコンピレーション・アルバム。

## ディスクジャケット
アルバムジャケットのイラストは、『Shoot The Violist〜ヴィオリストを撃て〜』や『CURVED MUSIC II 〜CM Tracks of JOE HISAISHI〜』でジャケットイラストを手がけた奥原しんこが担当している。

## 批評
| 専門評論家によるレビュー | 専門評論家によるレビュー |
| レビュー・スコア         | レビュー・スコア         |
| 出典                     | 評価                     |
| ------------------------ | ------------------------ |
| CDジャーナル             | 肯定的                   |

CDジャーナルは、「80年代のシティ・ポップにつながるAOR系の洒落た感覚の曲ばかり。」肯定的に評価している。

## 収録曲
| 全編曲: 久石譲。 |                            |                       |                     |       |
| #                | タイトル                   | 作詞                  | 作曲                | 時間  |
| 1.               | 「Nightmoves」             | Michael Franks        | Michael Lewis Small | 4:00  |
| 2.               | 「MEET ME TONIGHT」        | 宇多田照實            | 久石譲              | 4:21  |
| 3.               | 「Brain & Mind」           | 久石譲                | 久石譲              | 4:19  |
| 4.               | 「風のHighway」            | 松本一起              | 久石譲              | 4:31  |
| 5.               | 「Night City」             | 三浦徳子              | 久石譲              | 5:04  |
| 6.               | 「冬の旅人」               | 松本一起              | 久石譲              | 4:27  |
| 7.               | 「MARIA」                  | BANDIT・KYSIA BOSTICK | 久石譲              | 4:44  |
| 8.               | 「WONDER CITY」            | 宇多田照實            | 久石譲              | 5:17  |
| 9.               | 「ブレードランナーの彷徨」 | 松本一起              | 久石譲              | 4:29  |
| 10.              | 「少年の日の夕暮れ」       | 松本一起              | 久石譲              | 4:29  |
| 11.              | 「草の想い」               | 大林宣彦              | 久石譲              | 3:48  |
| 12.              | 「小さな写真」             | 宮崎駿                | 久石譲              | 3:08  |
| 合計時間:        | 合計時間:                  | 合計時間:             | 合計時間:           | 52:37 |

## 楽曲解説
1. Nightmoves
  - アメリカのシンガーソングライターであるマイケル・フランクスが、1975年に発売されたアルバム『アート・オブ・ティー（英語版）』[5]に収録されている楽曲のカバー。
  - 1988年にレコーディングが行われたが、今回アルバムに収録されるまで長年商品化されていなかった楽曲[3]。
2. MEET ME TONIGHT
  - 5thアルバム『PRETENDER』収録曲[6]。
3. Brain & Mind
  - 1993年から1994年にNHKスペシャルにて放送された『驚異の小宇宙 人体II 脳と心』のテーマソング。1993年12月17日に発売されたサウンドトラック『NHKスペシャル 驚異の小宇宙・人体II 脳と心 / BRAIN&MIND サウンドトラック Vol.1』[7]に収録されている。
4. 風のHighway
  - 4thアルバム『illusion』収録曲[8]。
5. Night City
  - 1stシングル。
6. 冬の旅人
  - 4thアルバム『illusion』収録曲[8]。1989年1月10日に、フジテレビ・東海テレビ系ドラマ『華の別れ』の主題歌[9]として、シングルカットされた[10]。
  - シングルカットされた際に、一部歌詞の変更がされたが、今回のアルバムではアルバムバージョンを収録されている。
7. MARIA
  - 5thアルバム『PRETENDER』収録曲[6]。
  - 今回アルバムに収録されるにあたり、リミックスが施されている[3]。
8. WONDER CITY
  - 5thアルバム『PRETENDER』収録曲[6]。
9. ブレードランナーの彷徨
  - 4thアルバム『illusion』収録曲[8]。
  - 今回アルバムに収録されるにあたり、リミックスが施されている[3]。
10. 少年の日の夕暮れ
  - 4thアルバム『illusion』収録曲[8]。
11. 草の想い
  - 1991年3月21日に、映画『ふたり』の主題歌として大林宣彦 & FRIENDS名義で発売されたシングル。
12. 小さな写真
  - 1987年11月25日に発売されたジブリ映画『となりのトトロ』のサウンドトラック『となりのトトロ イメージソング集』収録曲[11]。
  - 上條恒彦が、2003年7月30日に発売された『宮崎駿プロデュース 日本の新しい歌 お母さんの写真』に「お母さんの写真」として、タイトルと歌詞を変更してカバーされ、ハウス食品「おうちで食べよう。」のCMソングに起用された[12]。